# Neritos cucufas
Neritos cucufas är en fjärilsart som beskrevs av William Schaus 1924. Neritos cucufas ingår i släktet Neritos och familjen björnspinnare. Inga underarter finns listade i Catalogue of Life.